# تحييد (علم مناعة)
يشير مصطلح التحييد (Neutralization) بالمعنى المناعي إلى قدرة الأجسام المضادة على منع البكتيريا أو الفيروسات من الوصول إلى الموضع (المواضع) الذي تستخدمه للدخول إلى الخلية المستهدفة. ومن أمثلة ذلك في علم الأحياء الأجسام المضادة المحايدة.
تعمل المركبات الدقيقة القابلة للذوبان على تحييد السموم الجرثومية (الزيفان الخارجي). وهذه هي تفاعلات الأجسام المضادة المحايدة التي تحدد ما إذا كان نشاط السم أو الفيروس قد تم تحييده بواسطة جسم مضاد أم لا.